# Pratt & Whitney X-1800
Le Pratt & Whitney X-1800 (plus tard agrandi en XH-2600) est un projet de moteur d'avion avec cylindres en H développé entre 1938 et 1940, qui est annulé après qu'un seul exemplaire a été construit.

## Conception et développement
Le X-1800 était un bloc moteur de 24 cylindres en H refroidi par eau de 2240 pouces cubes de cylindrée. Il a été ensuite étendu à 2 600 in3. Il a été conçu pour être utilisé sur le Vultee XP-54, le Curtiss- Wright XP-55 Ascender, le Northrop XP-56 et le Lockheed XP-49. La puissance prévue devait être de 1 800  à   2 200 ch (1 350  à   1 640 kW), avec un turbocompresseur pour garantir les performances à haute altitude. La désignation a été déduite de la puissance attendue plutôt que de la cylindrée comme habituellement.
La date visée pour l'entrée en production de série était 1942. En 1940, cependant, la performance sur banc d'essai a cessé de s'améliorer, démontrant la nécessité d'un considérable effort supplémentaire de développement. Pratt & Whitney a ensuite terminé le développement du X-1800 en octobre 1940, avec un seul construit, puis s'est concentré sur les moteurs en étoile.

## Applications prévues
- Curtiss-Wright XP-55 Ascender
- Lockheed XP-49
- Northrop XP-56 Black Bullet
- Vultee XP-54